# John M. Brown

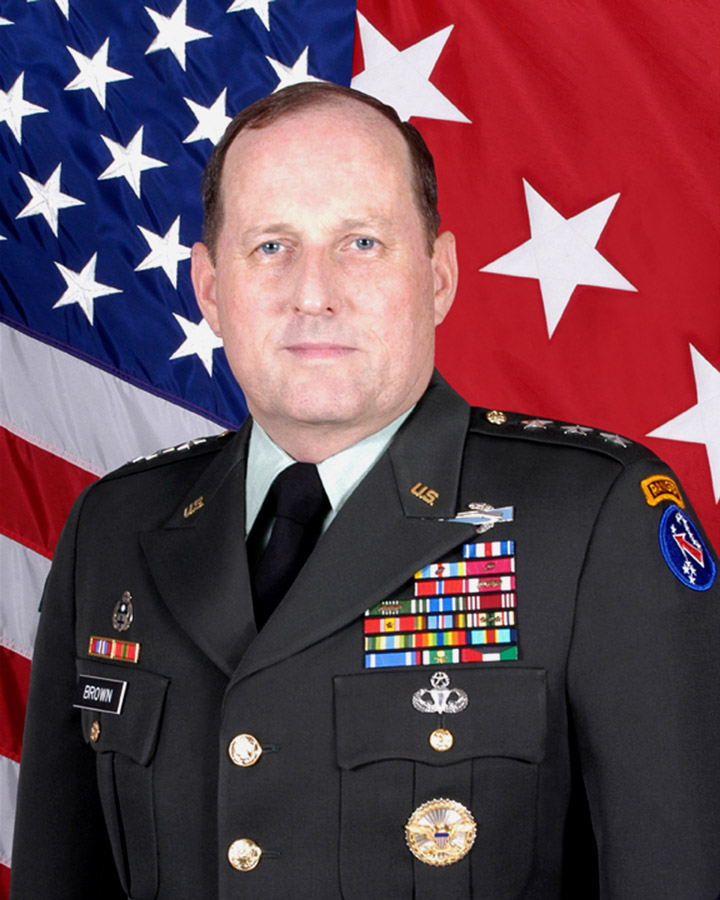
John M. Brown III (2006)

John M. Brown III (* in Atlanta, Georgia) ist ein pensionierter Generalleutnant der United States Army.
John Brown wurde Mitte des 20. Jahrhunderts in Atlanta in Georgia geboren. Im Jahr 1965 absolvierte er die Avondale High School und studierte an der University of West Georgia und dem Georgia Institute of Technology. Im Jahr 1969 trat er als einfacher Infanterist der U.S. Army bei. Nachdem er erfolgreich die Infantry Officer Candidate School absolviert hatte, wurde er im Jahr 1971 in das Offizierskorps des Heeres aufgenommen. In der Armee durchlief er anschließend alle Offiziersränge vom Leutnant bis zum Dreisterne-General.
Im Lauf seiner militärischen Karriere absolvierte Brown verschiedene Kurse und Schulungen. Dazu gehörten unter anderem der Infantry Officer's Advance Course, das Command and General Staff College und das National War College.
In seinen jüngeren Jahren absolvierte er den für Offiziere in den niederen Rangstufen üblichen Dienst in verschiedenen Einheiten und Standorten. Im weiteren Verlauf seiner Laufbahn kommandierte er Einheiten auf fast allen militärischen Ebenen. Er war auch Dozent für Militärwissenschaft an der Southern Arkansas University. Zwischenzeitlich wurde er auch als Stabsoffizier eingesetzt. So war er als Stabsoffizier mit der 2. Infanteriedivision in Südkorea stationiert. In Deutschland gehörte er der 1. Infanteriedivision an, wo er eine Kompanie des 26. Infanterieregiments kommandierte.
Später war er in Fort Bragg in North Carolina Bataillonskommandeur (Commander, Headquarters and Special Troops Battalion) beim XVIII. Luftlandekorps. Danach war er stellvertretender Kommandeur einer Brigade dieser Division (Deputy Commander, Dragon Brigade, XVIII Airborne Corps). Damals war er an der Operation Golden Pheasant, einem Militäreinsatz in Honduras, beteiligt.
Im weiteren Verlauf seiner militärischen Karriere wurde John Brown erneut nach Deutschland versetzt, wo er ein Bataillon der 3. Panzerdivision kommandierte, mit dem er auch am Zweiten Golfkrieg teilnahm. Dabei war er in Saudi-Arabien stationiert. Anschließend erhielt er das Kommando über die 1. Brigade der 24. Infanteriedivision in Fort Stewart in Georgia. Mit dieser Einheit wurde er dann in den Irak verlegt, wo er an der Operation Vigilant Warrior teilnahm.
Es folgte eine neuerliche Versetzung nach Deutschland zur 3. Panzerdivision, deren Stabschef er nun wurde. Mit dieser Einheit gehörte Brown der Implementation Force an, die in Bosnien und Herzegowina im Rahmen der Operation Joint Endeavour eingesetzt wurde. Nach diesem Einsatz wurde er in den Stab des Verteidigungsministeriums in Washington, D.C. berufen. Danach wurde er zur 10. Gebirgsdivision versetzt, wo er als Mitglied des Generalstabs erneut in Bosnien und Herzegowina im Rahmen der SFOR-Mission eingesetzt war. Anschließend wurde er in den Generalstab der Armee in Washington berufen. Dort war er in der Abteilung für Operationen und Planungen (G3) tätig. Nach einer Versetzung zum United States Army Training and Doctrine Command (TRADOC) war er dort als Stabsoffizier zunächst für Ausbildungsangelegenheiten und später für die Neugliederung des Kommandos zuständig.
Nach diesen Tätigkeiten bei TRADOC erhielt John Brown das Kommando über die United States Army Alaska. Vom 25. August 2004 bis zum 1. Februar 2008 war er Kommandeur der United States Army Pacific, deren Hauptquartier sich in Fort Shafter bei Honolulu in Hawaii befand. In dieser Funktion löste er James L. Campbell ab. Im Jahr 2008 ging er nach der Amtsübergabe an Benjamin R. Mixon in den Ruhestand.

## Orden und Auszeichnungen
John Brown erhielt im Lauf seiner militärischen Laufbahn unter anderem folgende Auszeichnungen:
- Army Distinguished Service Medal
- Silver Star
- Defense Superior Service Medal
- Legion of Merit
- Bronze Star Medal
- Meritorious Service Medal
- Army Commendation Medal
- Army Achievement Medal
- Valorous Unit Award
- Superior Unit Award
- Good Conduct Medal
- National Defense Service Medal
- Armed Forces Expeditionary Medal
- Southwest Asia Service Medal
- Armed Forces Service Medal
- Army Service Ribbon
- Army Overseas Service Ribbon
- NATO-Medaille
- Kuwait Liberation Medal (Saudi-Arabien)
- Kuwait Liberation Medal (Kuwait)
- Combat Infantryman Badge